# سهيلة بلبحار
سهيلة بلبحار (أو سهيلة بالبحار، 17 فبراير 1934 - 23 مارس 2023) هي رسامة جزائرية. مُنحت وسام الاستحقاق الوطني الجزائري سنة 2018.

## سيرة شخصية
ولدت سهيلة بلبحار في البليدة بالجزائر عام 1934. وهي فنانة عصامية، عقدت معرضها الأول في عام 1971 عن عمر يناهز 37 عامًا. ومنذ ذلك الحين، شاركت في العديد من المعارض الفردية والجماعية في الجزائر العاصمة. استضاف المركز الثقافي الجزائري في باريس معرضًا منفردًا لأعمالها عام 1986.
عرضت سهيلة بعض أعمالها في المتحف الوطني للفنون الجميلة في الجزائر عام 1984. وأجرى المتحف معرضًا استعاديًا لأعمالها في عام 2008. سنة 2016، نشر المتحف كتابًا عنوانه: «إنها تمطر ياسمينات على العاصمة»، وهي سيرة حياة سهيلة بلبحار التي كتبها ابنتها دليلة حافظ.
سنة 2018، مُنحت بلبحار وسام الاستحقاق الوطني من قبل وزير الثقافة الجزائري عز الدين ميهوبي.